# 洪光迪
洪光迪（越南语：／；1888年—？年），越南阮朝官員，明鄉人。

## 生平
洪光迪是承天府香茶縣永治總明鄉社（今承天順化省香茶市社香榮社）人，同慶三年（1888年）出生。保大四年（1929年），洪光迪出任乂安省商佐。次年（1930年），改任廣治按察使。同年，再調任機密院商佐。保大八年（1933年）正月，升補富安巡撫。同年，調任平順巡撫。保大十年（1935年），改任廣義巡撫。保大十三年（1938年），升任乂安總督。

## 榮譽
保大十一年（1936年），洪光迪獲得三項明農佩星。保大十二年（1937年），獲得法國榮譽軍團勳章騎士勳位（五項北斗佩星）。